# Wilhelm Greiner (Pädagoge)
Wilhelm Greiner (* 28. Februar 1879 in Römhild; † 18. November 1957 in Eisenach) war ein deutscher Literaturwissenschaftler  und Pädagoge.

## Leben
Der Pädagoge Wilhelm Greiner war selbst der Sohn eines Lehrers. Nach dem Studium der Geschichte, Deutsch und Französisch in Leipzig und Jena promovierte er 1903 zum Dr. phil. Nach einer kurzen Tätigkeit in Weimar wurde er 1906 Studienrat in Eisenach. Seine Wirkung beruhte neben seinen literaturhistorischen Schriften auch darauf, dass er eine Vielzahl von Funktionen wahrnahm, so wurde er 1932 Direktor des Reuter-Wagner-Museums in Eisenach. Von 1929 bis 1937 war er Herausgeber des Otto-Ludwig-Kalenders, von 1938 bis 1941 Herausgeber des Otto-Ludwig-Jahrbuchs. Ein Teil der hierbei geführten Korrespondenz mit namhaften Literaten, die auch eingesandte Werke umfasst, findet sich heute in seinem Nachlass in der Bayerischen Staatsbibliothek.

## Werke
- Die ersten Novellen Otto Ludwigs und ihr Verhältnis zu Ludwig Tieck, 1903
- Johann Heinrich Löffler. Zu des Thüringer Heimatkünstlers Gedächtnis und Würdigung nebst einer autobiographischen Skizze des Dichters, 1903
- Das Problem der menschlichen Willensfreiheit bei Kant und Schelling, 1909
- Otto Ludwig als Thüringer in seinem Leben und seinen Werken, 1913
- Heimat und Humor bei Jean Paul. Altfränkische Idyllen, 1915
- Goethe auf der Wartburg und in Eisenach, 1923
- Goethe, Biographie, 1923–1924
- Fritz Reuters Eisenacher Zeit, 1924
- Das Reuter- und Wagner-Museum. Eine Stätte großer deutscher Erinnerungen in Eisenach, 1930
- Ein Kulturbild aus Thüringen. Ehrenkranz bedeutender Männer und Frauen aus Waltershausen und Umgebung, 1935
- Die Musik im Lande Bachs. Thüringer Musikgeschichte, 1935
- Die Kultur Thüringens. Eine deutsche Stammesleistung, 1937
- Otto Ludwig. Ein deutsches Dichterleben, 1938
- Georg II. von Meiningen und die Freifrau. Ein Erinnerungsblatt, 1939
- Otto Ludwig. Ein deutscher Dichter und Kämpfer. Biographische Plauderei, 1941
- Kriegswahn. Eine Botschaft an alle Menschen, die guten Willens sind, 1945